# Dactylocythere prominula
Dactylocythere prominula är en kräftdjursart som beskrevs av Hobbs och Walton 1977. Dactylocythere prominula ingår i släktet Dactylocythere och familjen Entocytheridae. Inga underarter finns listade i Catalogue of Life.